# Свідоцтво про народження

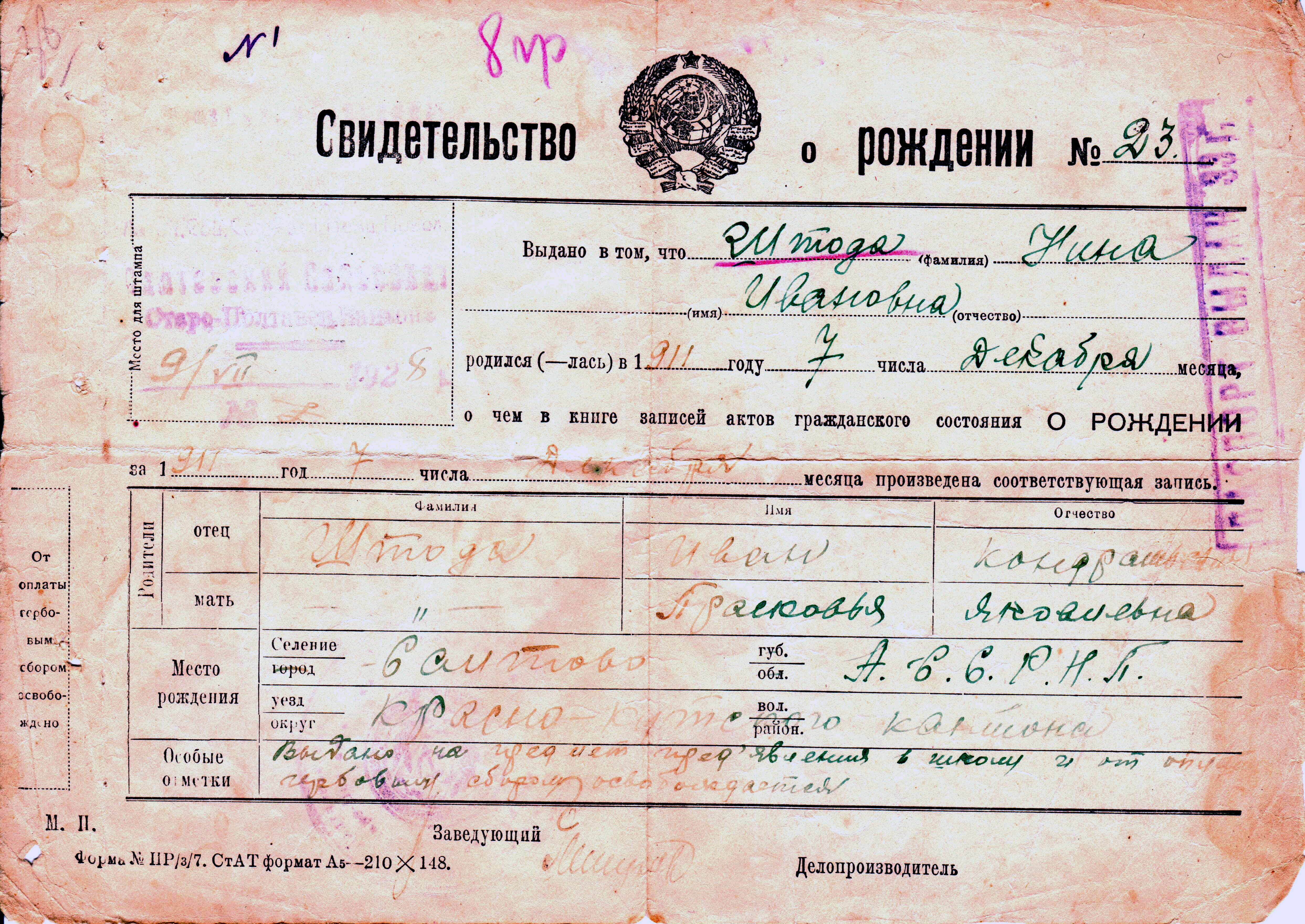
Рядянське свідоцтво про народження зразка 1928 року

Свідо́цтво про наро́дження є документом, що підтверджує факт реєстрації народження дитини.

## Законодавчі вимоги
Для того щоб отримати свідоцтво про народження дитини, одному з батьків потрібно протягом місяця з дня народження малюка звернутися до органу РАЦС за місцем народження дитини або за місцем проживання батьків (одного з батьків). При собі треба мати документ, що підтверджує народження дитини (довідку з пологового будинку), паспорти батьків та свідоцтво про шлюб. Якщо батьки через хворобу або з інших поважних причин не мають можливості прийти до органу РАЦС у встановлений термін, то заяву про народження дитини може бути зроблено будь-яким родичем або будь-якою уповноваженою батьками особою на підставі довіреності.
У свідоцтві про народження дитини обов'язково повинні міститися відомості про батьків. Якщо з мамою все зрозуміло, то інформація про батька іноді, на жаль, може становити проблему. Якщо батько й мати дитини перебувають у шлюбі між собою, то батько дитини буде вказаний на підставі свідоцтва про шлюб. Колишній чоловік також буде автоматично вказаний батьком дитини, якщо пройшло не більше трьохсот днів з моменту:
- Розірвання шлюбу;
- Визнання судом шлюбу недійсним;
- Смерті чоловіка.

## Перелік нормативно-правових актів з питань видачі свідоцтва про народження
- Сімейний кодекс України від 10 січня 2002 року № 2947-ІІІ (зі змінами);
- Закон України «Про державну реєстрацію актів цивільного стану» від 1 липня 2010 року № 2398-1V;
- Постанова Кабінету Міністрів України «Про затвердження зразків актових записів цивільного стану, описів та зразків бланків свідоцтв про державну реєстрацію актів цивільного стану» від 10 листопада 2010 року № 1025;
- Інструкція з ведення Державного реєстру актів цивільного стану громадян, затверджена наказом Міністерства юстиції України 24 липня 2008 року № 1269/5;
- Правила державної реєстрації актів цивільного стану в Україні, затверджені наказом Міністерства юстиції України 18 жовтня 2010 року № 52/5 (у редакції наказу Міністерства юстиції України від 29 грудня 2010 року № 3378/5).

## Свідоцтва про народженняУРСР

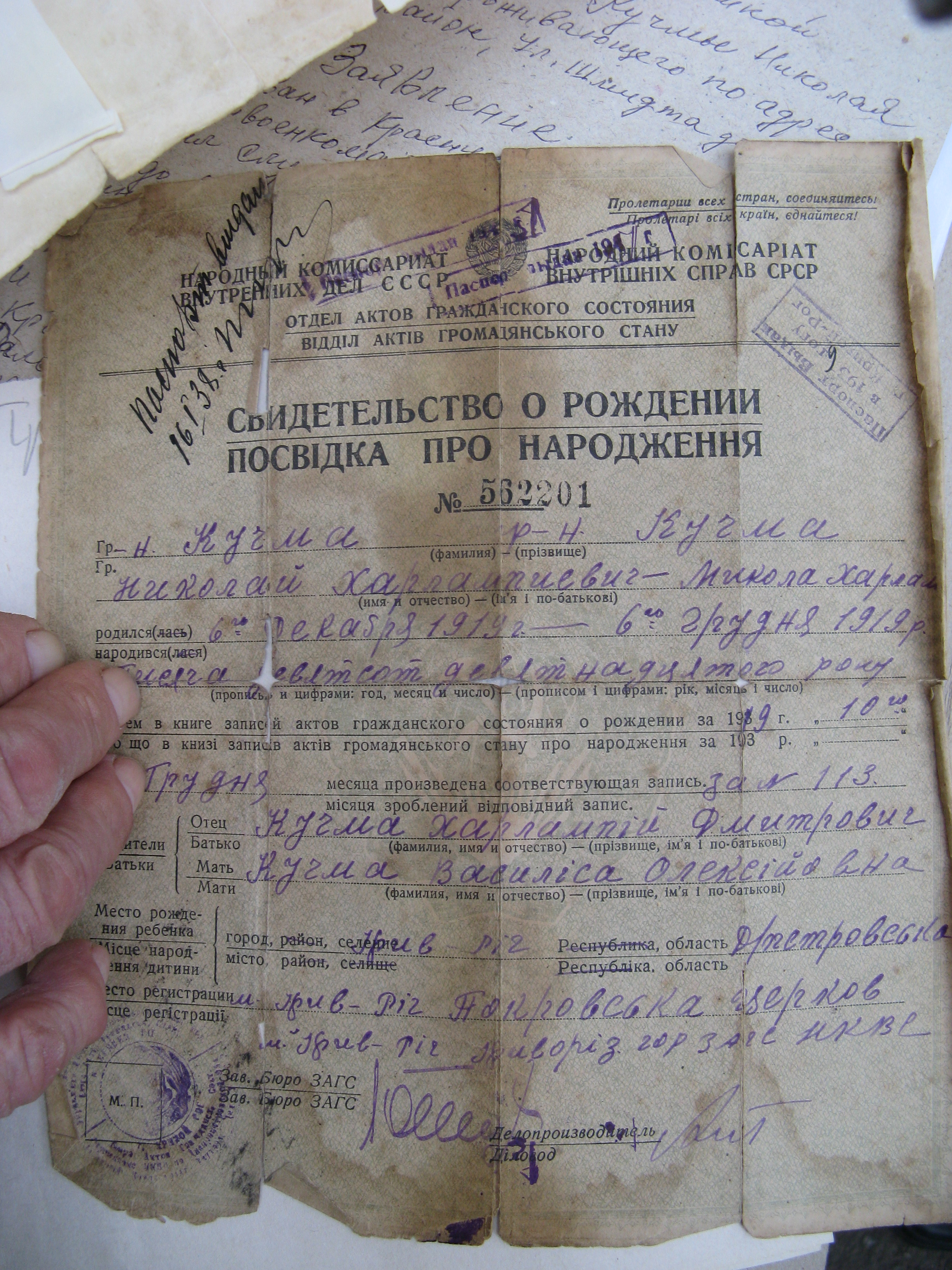
Посвідка про народження УРСР, 1920-ті роки.
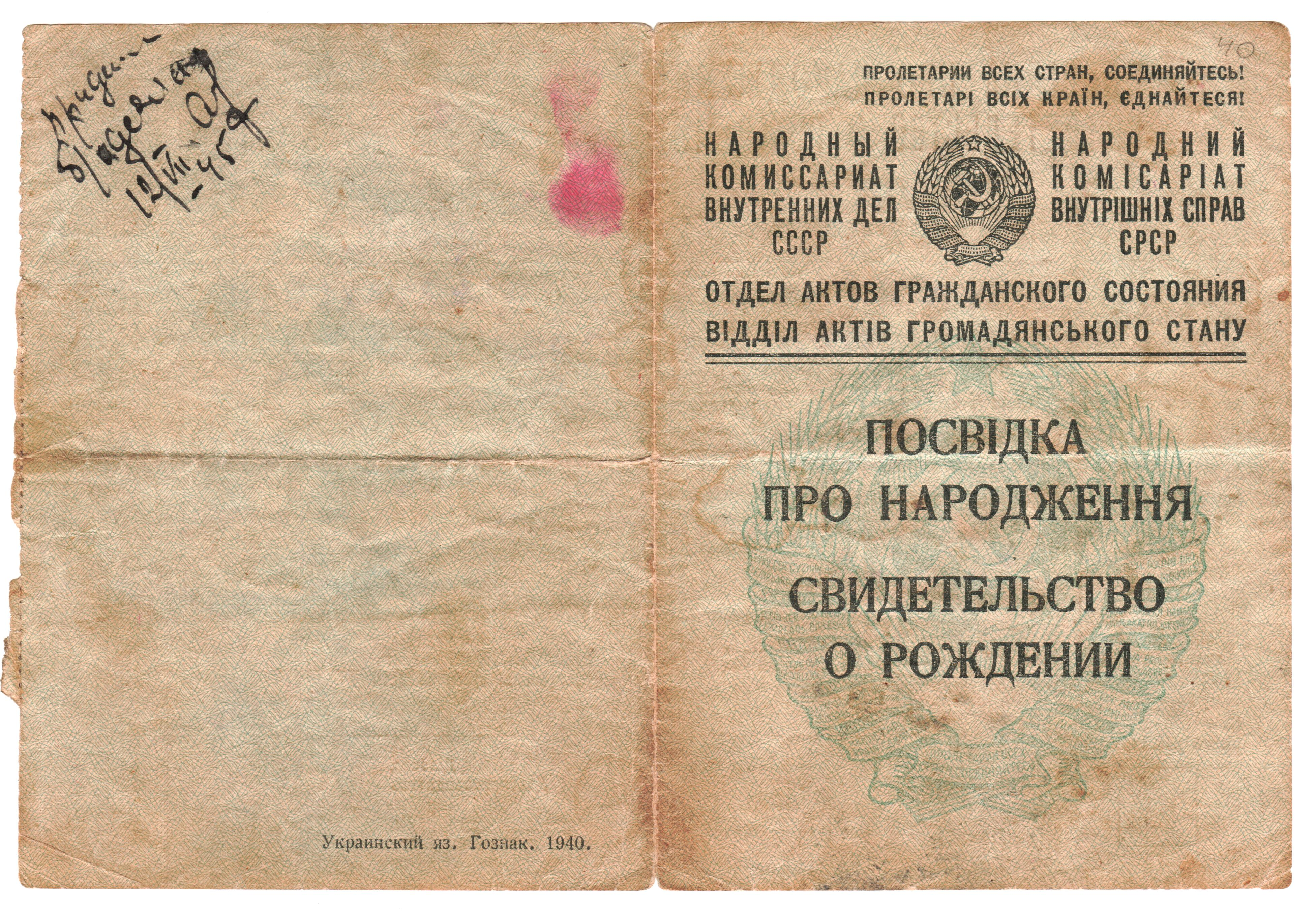
Посвідка про народження УРСР, зразка 1940 року. Обкладинка
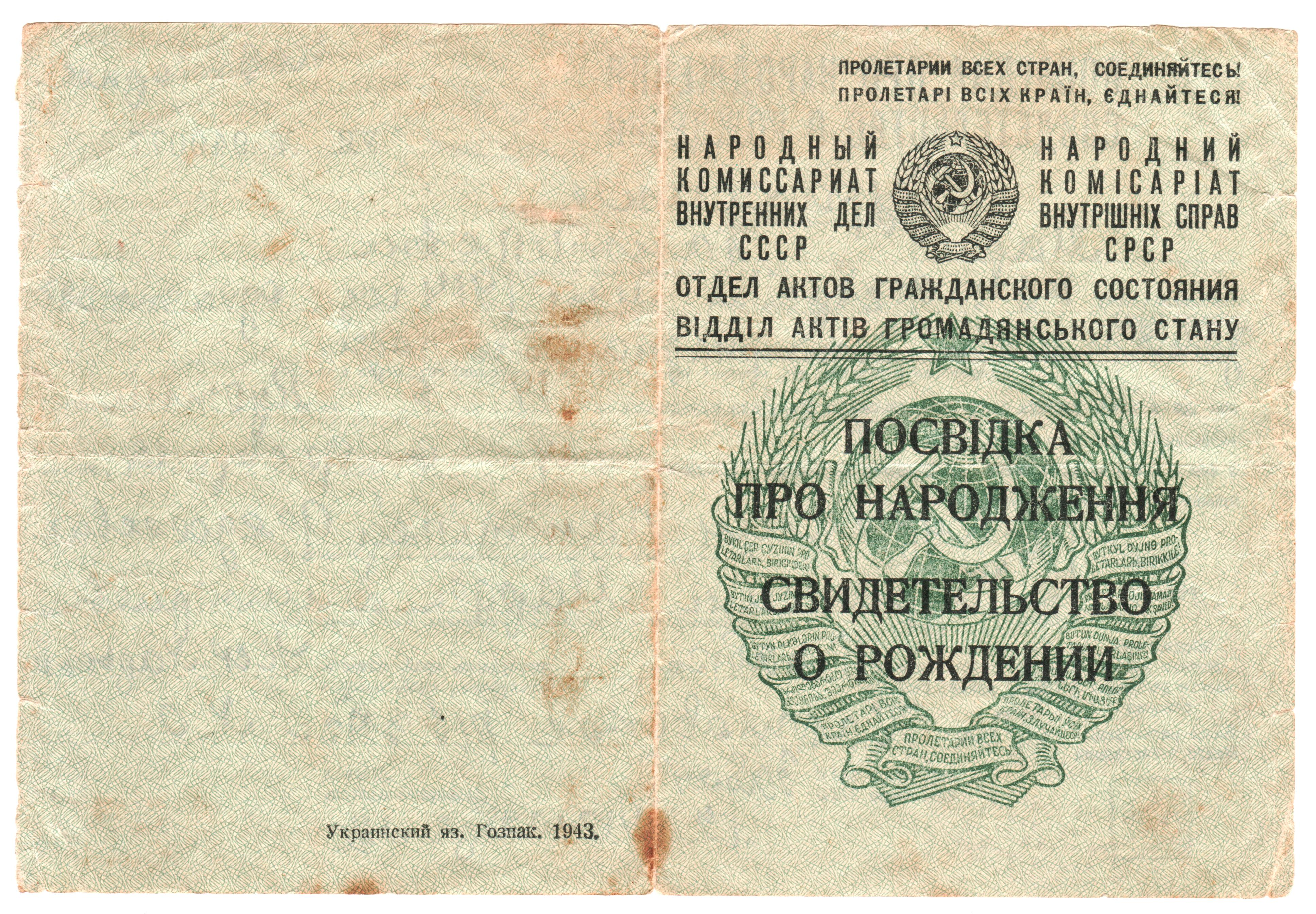
Посвідка про народження УРСР, зразка 1943 року. Обкладинка
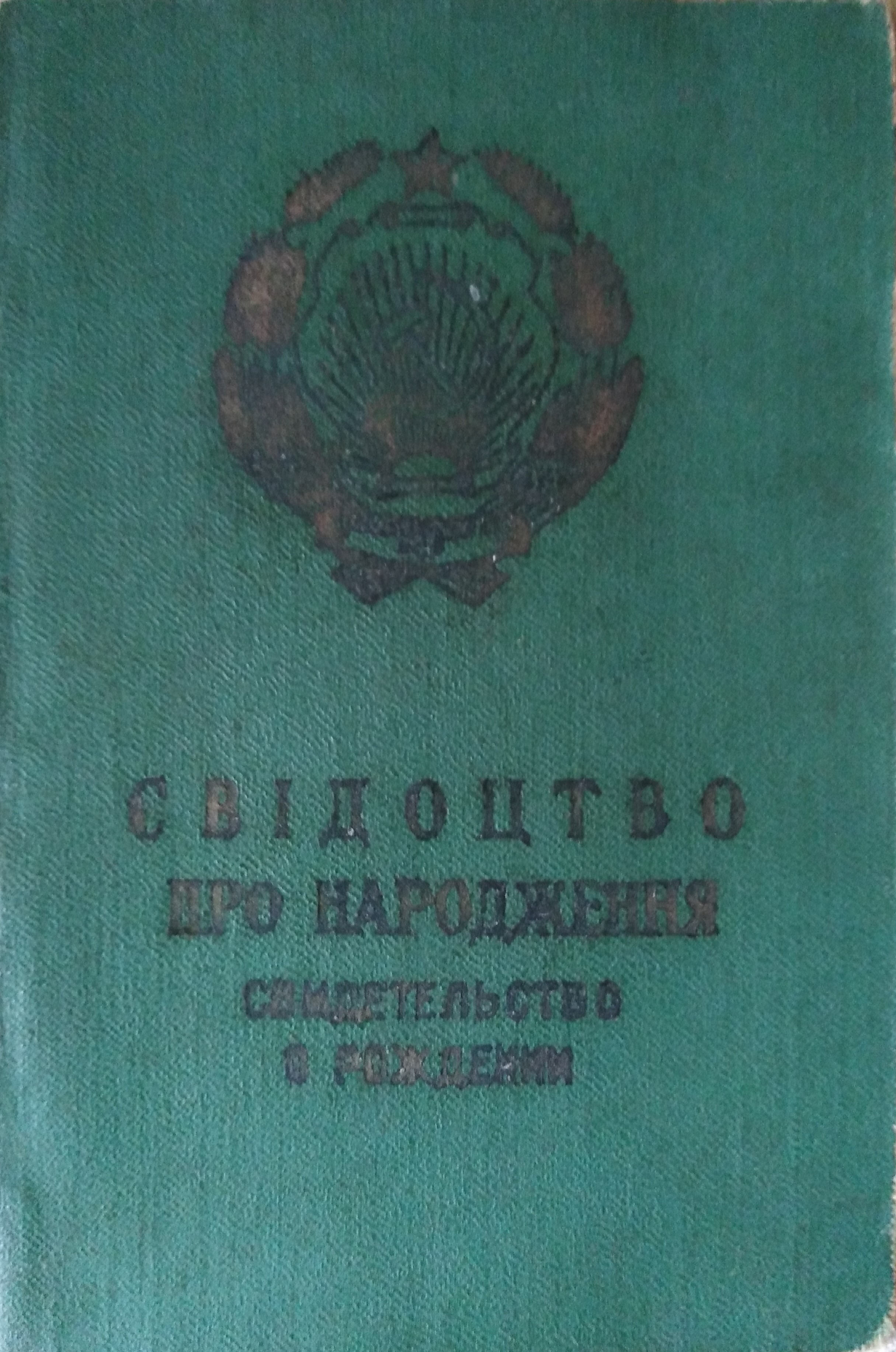
Свідоцтво про народження УРСР, 1960 рік. Обкладинка
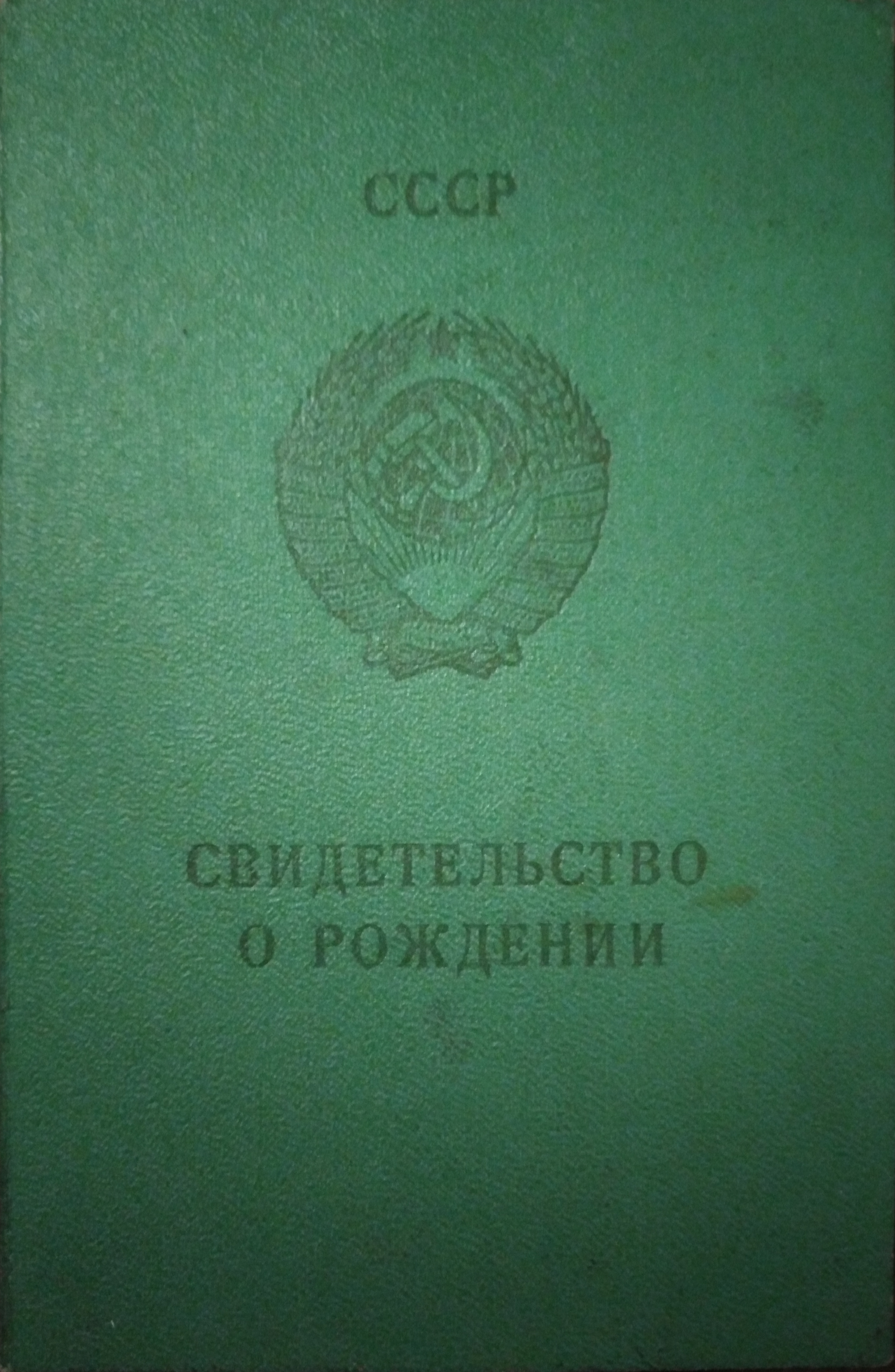
Свідоцтво про народження, зразка 1979 року. Всі особливості союзної республіки вже відсутні. Обкладинка

## Свідоцтва про народження України

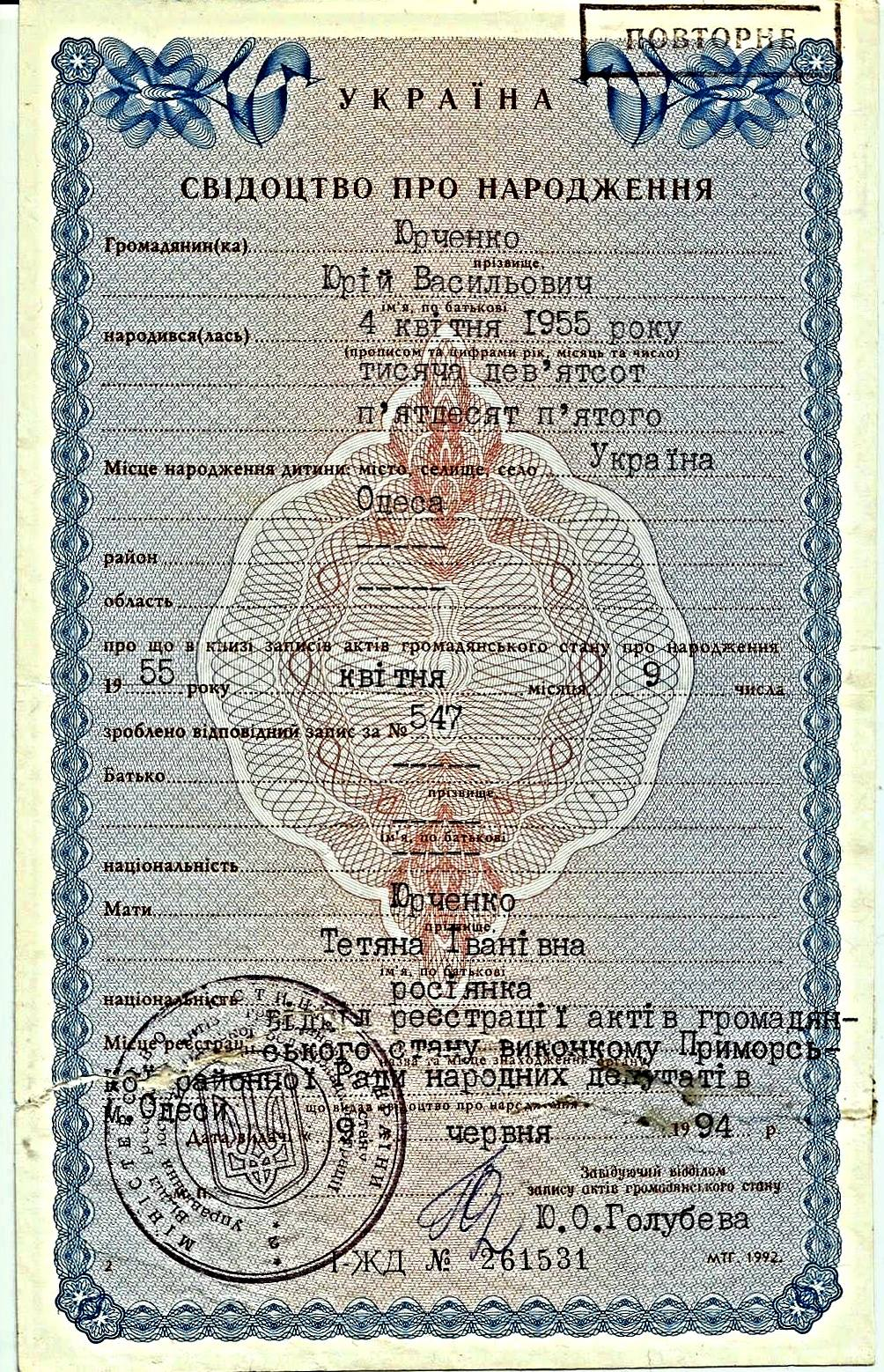
Свідоцтво про народження, видане в Україні 1994 року.